# Іддрісу Баба
Іддрісу Баба (англ. Iddrisu Baba, нар. 22 січня 1996, Аккра) — ганський футболіст, півзахисник іспанського клубу «Мальорка». На умовах оренди виступає за «Альмерію».

## Клубна кар'єра
Народився 22 січня 1996 року в місті Аккра. Вихованець юнацьких команд іспанських футбольних клубів «Леганес» та «Мальорка».
У дорослому футболі дебютував 2015 року виступами за команду «Мальорка Б», після чого був відданий в оренду до «Баракальдо».
З 2018 року почав залучатися до офіційних матчів головної команди «Мальорки».

## Виступи за збірну
2019 року дебютував в офіційних матчах у складі національної збірної Гани.